# Молодіжний симфонічний оркестр України
YsOU (англ. Yóuth sýmphony Órchestra of Ukráine) — оркестр, заснований у 2016 році в Україні з ініціативи Оксани Линів, та за фінансової підтримки німецьких інституцій — Бетховенського фестивалю в м. Бонн (нім. BeethovenFest Bonn), Федеративного молодіжного оркестру Німеччини (нім. Bundesjugendororchestra), медіа-ресурсу Deutsche Welle та українського музичного фестивалю LvivMozArt. Оркестр формувався із музикантів з віковим обмеженням від 12 до 22 років, із різних областей всієї України. Подібні проекти також реалізовані в Китаї, Південній Америці, Тунісі, Мексиці, Туреччині, Німеччині.

## Історія
11–12 грудня 2016 року відбулися перші прослуховування музикантів. Із 166 претендентів було відібрано 30 музикантів, що представляли Львів, Київ, Одесу, Кривий Ріг, Коломию, Бузівку, Вінницю, Золотоношу, Харків, Ківерці, Херсон, Макіївку, Донецьк, Котюжини, Тернопіль, Сєверодонецьк і Запоріжжя. Презентація проекту відбулася 25 серпня 2017 року у Львівській філармонії на закритті LvivMozArt спільно із Федеративним німецьким молодіжним оркестром, а 26 серпня — у Національній філармонії України в м. Київ. 14-17 вересня 2017 року два оркестри спільно виступили на Бетховенському фестивалі у м. Бонн та м. Берлін (Німеччина).
|                                                                                     | Завдяки участі в цьому проекті, наші молоді виконавці та майбутня мистецька еліта України представить свою майстерність на найпрестижніших концертних майданчиках, що слугуватиме справжнім стартом для подальшого розвитку їх професійної майстерності, а отже і слави України. |
| — Міністр культури України, Євген Нищук, http://mozart.lviv.ua/about-ysou-orchestra | |

Репертуар оркестру під час гастролей 2017 року складали Увертюра Франца Ксавера Моцарта; Симфонічна поема «На берегах Вісли» Бориса Лятошинського, Потрійний концерт для скрипки, віолончелі та фортепіано з оркестром Людвіга ван Бетховена; «Галицька фантазія» для семи акордеонів та оркестру Богдана Сегіна; «Богатирські ворота у Києві», оркестрова композиція фортепіанної сюїти Модеста Мусоргського, «Мелодія» Мирослава Скорика.
9–10 грудня 2017 року за результатами прослуховувань до оркестру було відібрано тридцять музикантів у доповнення до 30, що були відібрані раніше.
У 2022 з початком російської агресії оркестр сприяв евакуації молодих українських музикантів[первинне джерело], надалі виступав у містах Європи виконуючи музику українських композиторів.
Впродовж 2022—2023 виступав у містах Європи з творами європейських та українських композиторів.